# 原長頸鹿屬
原長頸鹿（學名：Progiraffa exigua）是一個已經滅絕的物種，屬於長頸鹿科，生存於中新世的巴基斯坦和印度。